# Mestna hiša, Ljubljana
Mestna hiša v Ljubljani je bila zgrajena v poznem 15. stoletju (1484). Stavbenik je bil Peter Bezlaj. Baročno podobo, kakršna je sedaj, je dobila med 1717 in 1719. Takrat jo je dozidal in uredil stavbenik Gregor Maček starejši.
Ob koncu 18. stoletja so mestni hiši najprej na levi dodali Čavljevo hišo, nato pa na desni strani še Galetovo hišo. S prezidavami v letu 1895 so vse tri hiše povezali v enotno poslopje in ga posodobili. Leta 1898 so zgradili novo sejno dvorano in jo odprli v času praznovanj ob 50. letnici vladanja cesarja Franca Jožefa (1848–1898).
Pred mestno hišo je v 16. stoletju že stal vodnjak. Leta 1751 ga je zamenjal »Vodnjak treh kranjskih rek« kiparja Francesca Robbe (1698–1757). Od tod do Frančiškanskega mostu (danes Tromostovje) je vodila ozka Špitalska ulica.

## Zgodovina
V prvih pisnih virih iz leta 1112 do 1125 in 1144 Ljubljana še ni imela mestne oblasti, verjetno pa naj bi imela sodnika. Prvi pisno omenjen sodnik v Ljubljani je bil trški sodnik leta 1267. Pravega mestnega sodnika pa naj bi dobila 1338. leta. Obstaja listina o volitvah mestnega sodnika z letnico 1370. V obdobju srednjeveške Ljubljane je deloval tudi »komun« - skupina moških poglavarjev z meščanskimi pravicami, ki so odločali o mestnih zadevah. Komun je štel 12 članov (dvanajstija), ki je med drugim poskrbel tudi za mestno hišo, po nemško imenovano Rathaus, iz česar izhaja beseda »rotovž«. Leta 1472 je bilo v mestni vladi že 100 mož. Leta 1504 je Ljubljana dobila pravico voliti župana.
Kje naj bi stala prva mestna hiša, niti kdaj so jo zgradili, ni znano. Srednjeveška Ljubljana se je razvila iz treh mestnih predelov: Starega trga, Novega trga in Mesta (okoli stolnice). Verjetno je imel vsak predel najprej svoj komun. Pod Trančo so skozi stoletja imenovali Komun ali Pod komunom iz česar lahko sklepamo, da je bilo tam od leta 1360 najprej zbirališče na prostem, ki so ga kasneje v osi mostu delno pokrili z obokom čez cesto. To so kasneje nadgradili ter jo, po selitvi mestne oblasti v novo Mestno hišo, spremenili v mestne zapore. Leta 1621 je Ljubljano prizadel močan potres, zato so morali Komun pod Trančo podreti in v naslednjih dveh letih zgradili novo stavbo.
V srednjem veku so pred mestno hišo stali sramotilna kletka (norčeva hišica, imenovana koterle) in sramotilni steber (pranger), včasih tudi oslovska klop (lesen osel), na katerem so morali jezditi stražniki, ki ob nočnih »rabukah« niso ubogali stražmojstra. Na živem oslu so morale jezditi ženske, ki so varale ali teple može. V sramotilno kletko so zapirali pijance in razduzdance. Med sramotilnimi kaznimi v Ljubljani je bilo tudi potapljanje pekov, ki so goljufali pri peki kruha.

## Nova Mestna hiša
Novi Rotovž so začeli graditi leta 1484 na sedanji lokaciji Mestne hiše. V pritličju je bil odprt prostor za zborovanja občine in meščanov in druge dejavnosti, ter v nadstropju pa je bila mestna posvetovalnica in sodna dvorana. Hiša je bila dolga in ozka ter prislonjena na Grajski grič. Pročelje sta krasila dva kipa, upodobitvi Adama in Eve, ki sta danes na ogled v ljubljanskem Mestnem muzeju. Ker se je mestna oblast širila, so Rotovž večkrat prezidali. O gradnji nove Mestne hiše so začeli razmišljati v 18. stoletju. Leta 1717 so se odločili objekt porušiti in zgraditi novega. Prvo maketo je izdelal arhitekt Carlo Martinuzzi, ki pa ni bil potrjen. Načrt je nato izdelal stavbenik Gregor Maček. Njegov naj bi bil današnji čelni trak, loggia in triramno stopnišče, drugo naj bi bilo izdelano po načrtu Carla Martinuzzija. Poleg Gregorja Mačka sta bila glavna izvajalca še kamnoseka Luka Mislej in Ludvik Bombassi. 22. februarja 1719 so imeli v novi Mestni hiši že prvo sejo.
Peterokotni stolpič na masivnih stebrih nad čelno fasado je bil povzet po starem rotovžu. Fasada je bila primer zrelega baroka. V stolpiču je bila ura (danes z letnicama 1718 in 1928), že tedaj je imela kroglo, ki je kazala lunine mene. Svetla polovica krogle in urini kazalci so bili pozlačeni, na vrhu pa je bil bakren gumb in na njem železna orla. Železna orla je danes zamenjala vetrnica z zmajem, simbolom Ljubljane. V notranjosti je s sgrafitno dekoracijo okrašeno baročno arkadno dvorišče (Osrednji atrij), v vogalu katerega stoji baročni Narcisov vodnjak (kipar Francesco Robba), prinesen z gradu Bokalce.
Objekt je bil večkrat prenovljen. V secesijskem obdobju je bila prezidana velika sejna dvorana ter balkon, vse po načrtu Leopolda Theyerja. Prezidana je bila še leta 1963 (Svetozar Križaj). 
Nazadnje so del hiše predelali leta 1995 po zamisli arhitekta Milana Pogačnika. Prenova je obsegala županov delovni kabinet, konferenčno sobo, ki so jo krstili za Hribarjevo sobo (po najpomembnejšem županu Ljubljane), ter druge prostore, vključno z veliko skupščinsko dvorano v prvem nadstropju.
Leta 1920 je bil pred vhodom v Mestno hišo postavljen spomenik jugoslovanskemu kralju Petru I. Spomenik, ki ga je zasnoval arhitekt Jože Plečnik, je uničila fašistična italijanska oblast med okupacijo leta 1941.